# Bythiospeum heldii
Bythiospeum heldii is een slakkensoort uit de familie van de Hydrobiidae. De wetenschappelijke naam van de soort is voor het eerst geldig gepubliceerd in 1909 door Clessin.